# Église Saint-Pierre de Montluçon
Pour les articles homonymes, voir Église Saint-Pierre.
L'église Saint-Pierre de Montluçon est une église romane du XIIe siècle située à Montluçon dans le département de l'Allier.

## Historique
L'église a été fondée par les religieux de la collégiale Saint-Pierre-Saint-Paul d'Évaux-les-Bains. Dans une lettre du pape Adrien IV adressée au prieur d'Évaux, Gaufrède, le 24 mai 1158, il confirme au monastère les biens qu'il possède dans l'évêché de Limoges, l'archevêché de Bourges, l'évêché de Clermont et l'évêché de Moulins, dont saint-Pierre de Montluçon.
L'église Saint-Pierre ne relevait pas de l'archiprêtré de Montluçon mais de celui d'Huriel. L'église Saint-Pierre reprend le plan des églises romanes du Berry et du Centre-Ouest de la France, et présente des similitudes avec l'église Notre-Dame d'Huriel dépendance de l'abbaye Notre-Dame de Déols.
L'origine de l'église remonte au XIIe siècle. La partie occidentale du mur nord montre que cette partie de l'église est plus tardive. Cette partie de la nef a dû être réédifiée 50 ans plus tard.
Les piliers soutenant le clocher ont été renforcés au XIIIe siècle. À l'entrée, sur le côté nord, une chapelle dédiée à la Vierge a été ajoutée au XVe siècle.
L'église a subi plusieurs modifications. L'espace compris entre l'abside et les absidioles qui était à l'origine limité par des segments de cercle qui enfermaient des « secretaria » comme on en voit en Berry a été transformé en chapelles au XVe siècle.
La façade a été reprise à la fin de la période gothique avec le percement de trois baies en tiers(point et trilobées dans la date du partie haute, et deux petites fenêtres en plein cintre dans la partie basse flanquant la porte qui a été refaite au XVIIe siècle et qui porte la date de 1643. Des pilastres soutiennent un fronton triangulaire. Elle a été restaurée en 1913.

## Protection
L'église est classée au titre des Monuments historiques depuis 1978.

## Descriptif
C'est une église à nef unique de 10 m de large ce qui n'a pas permis d'établir une voûte. La charpente initiale qui couvrait la nef a disparu. Elle a été remplacée à la fin du XVe siècle par une charpente en berceau couverte de lattis à partir d'une sablière saillante bloquée à sa base par des tirants et repris à mis portée par des poinçons.
Le carré du transept de 6 m est moins large que la nef ce qui a permis de construire une coupole sur trompes portée par quatre arcs doublés, en plein cintre retombant sur des piles cruciformes à colonnes étagées. D'étroits « passages berrichons » font correspondre directement la nef avec les croisillons. Les croisillons du transept sont très saillants. l'église se termine par une abside en hémicycle et deux absidioles. Les murs romans élevés en blocage apparaissent en de rares endroits : faces occidentales du transept, mur latéral nord et absidiole sud.
Le clocher massif a été construit au-dessus de la croisée du transept. Le premier étage est du XIIe siècle qui était jadis orné sur chacune de ses faces de deux baies aveugles en plein cintre surmontées de billettes. Elles sont encore visibles sur la face est. Au XVIIe siècle, ou au début du XIXe siècle, on a ajouté un étage avec des baies en plein cintre qui a été couvert d'un toit en forme de cloche.

## Mobilier
- Croix de carrefour du XIVe siècle.
- Retable en bois peint et doré du XVIIe siècle.
- Deux triptyques du peintre montluçonnais Maurice Vignier (XXe siècle).
- Statue de sainte Anne.
- Baptistère octogonal du XVe siècle.
- Christ à la croix écotée du XVe siècle.
- Vierge de Pitié du XVe siècle.
- Sainte Barbe.
- Sainte Madeleine du sculpteur bourbonnais Jean de Chartres (XVe siècle).

## Galerie

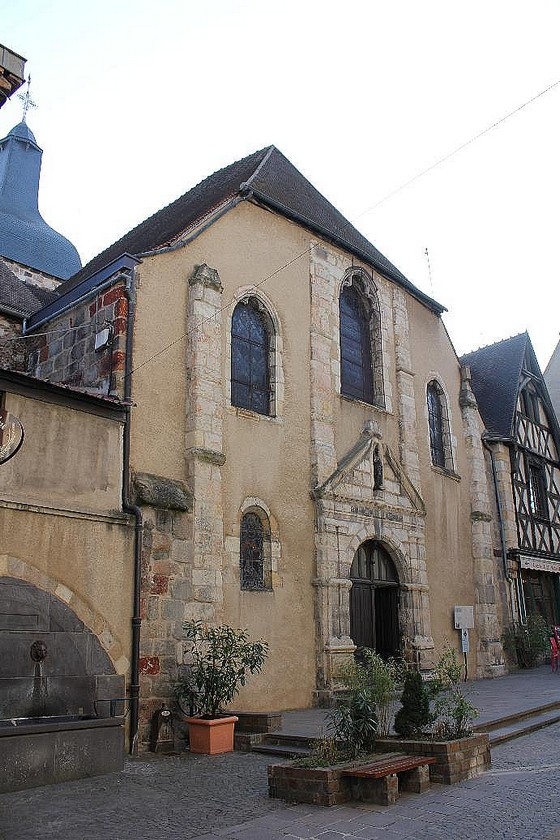
Façade ouest du XIIe siècle.
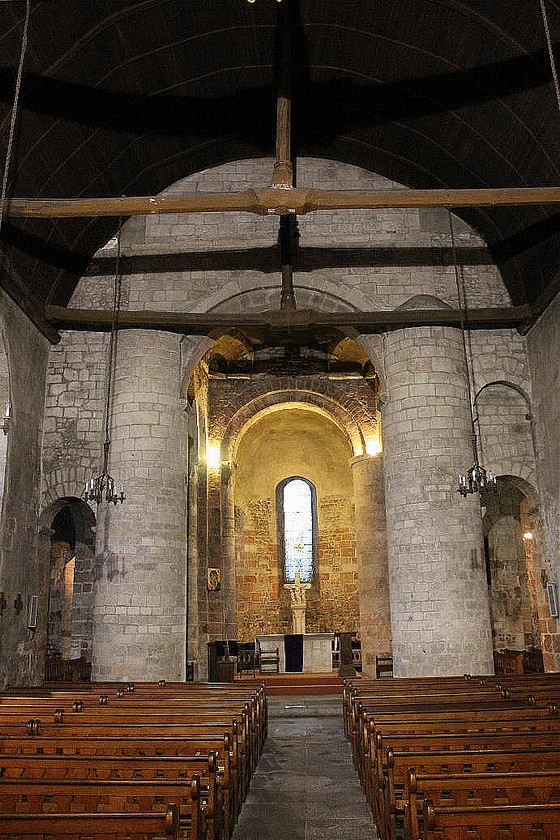
Intérieur de la nef Vue sur le chœur.
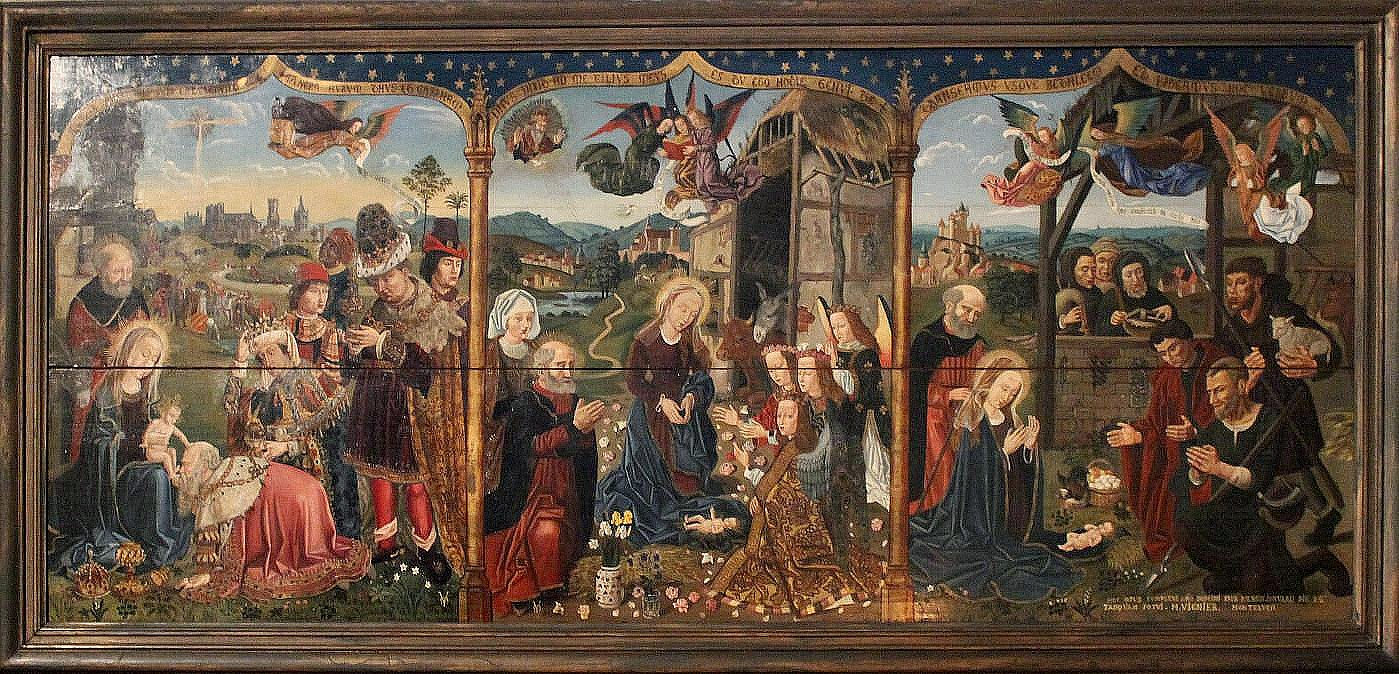
Triptyque.
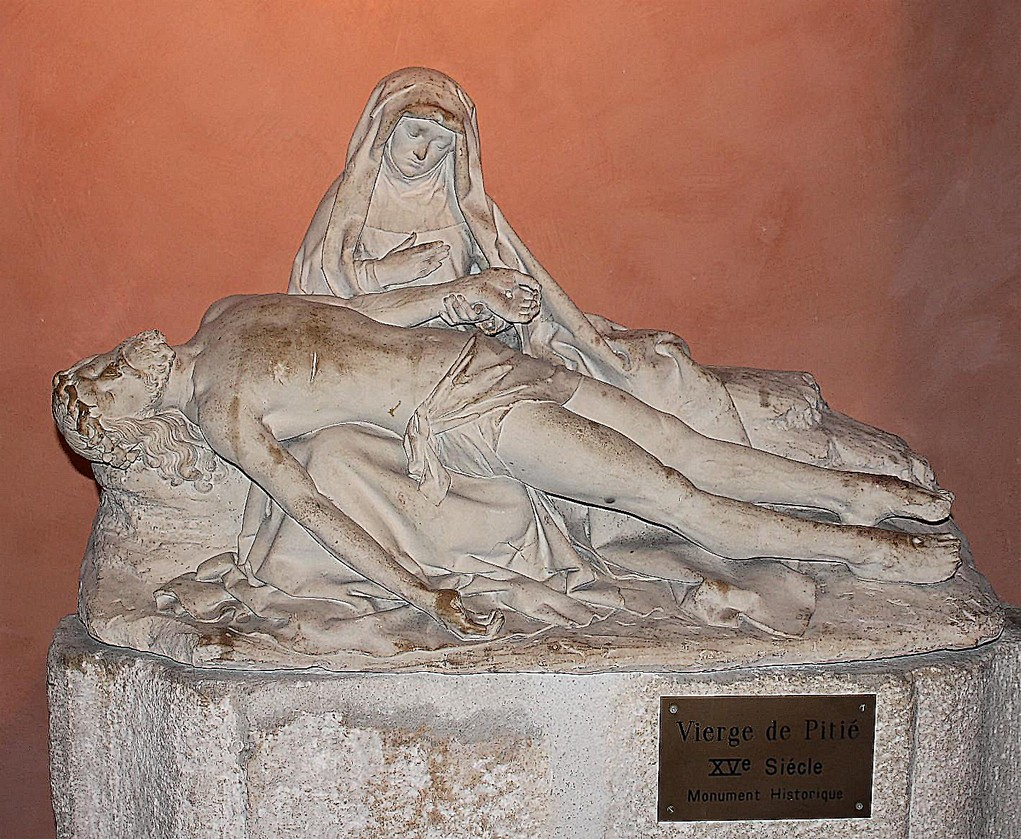
Vierge de Pitié du XVe siècle.